# Filip Hrgović
Filip Hrgović (ur. 4 czerwca 1992 w Zagrzebiu) – chorwacki bokser, amatorski mistrz Europy, brązowy medalista Letnich Igrzyskach Olimpijskich 2016.

## Kariera amatorska
Na igrzyskach olimpijskich 2016 w Rio de Janeiro zdobył brązowy medal.

## Kariera zawodowa
Swoją pierwszą zawodową walkę stoczył 30 września 2017 roku w Arēna Rīga w Rydze, pokonując przez techniczny nokaut w pierwszej rundzie Brazylijczyka Raphaela Zumbano Love.
27 stycznia 2018 w Rydze w trzeciej zawodowej walce pokonał przez techniczny nokaut w czwartej rundzie Anglika Toma Little (10-5, 3 KO).
24 lutego 2018 w Norymberdze pokonał dystansie ośmiu rund na punkty (79:73 i dwukrotnie 80:72) Irlandczyka Seana Turnera (12-2, 8 KO).
8 września 2018 w Zagrzebiu znokautował w trzeciej rundzie Amerykanina Amira Mansoura (23-3-1, 16 KO), zdobywając wakujący pas WBC International wagi ciężkiej.
1 czerwca 2024 roku w Rijadzie stanął do walki o pas tymczasowego mistrza świata federacji IBF z Danielem Duboisem (21-2, 20 KO). Przegrał przez TKO w 8. rundzie.

## Lista walk na zawodowym ringu
Na podstawie.
| Legenda |
| SD – decyzja niejednogłośna \| D – remis \| TKO – techniczny nokaut \| MD – decyzja większości sędziów \| DQ – dyskwalifikacja \| NC – walka nieodbyta \| RTD – poddanie przez narożnik \| KO – nokaut |

| Wynik     | Rekord | Przeciwnik         | Rozstrzygnięcie | Runda       | Data                 | Miejsce                                                         |
| --------- | ------ | ------------------ | --------------- | ----------- | -------------------- | --------------------------------------------------------------- |
| Wygrana   | 18-1   | Joe Joyce          | UD              | 10 (10)     | 5 kwietnia 2025      | Co-op Live, Manchester                                          |
| Przegrana | 17-1   | Daniel Dubois      | TKO             | 8 (12)      | 1 czerwca 2024       | Kingdom Arena, Rijad                                            |
| Wygrana   | 17-0   | Mark De Mori       | TKO             | 1 (12)      | 23 grudnia 2023      | Kingdom Arena, Rijad                                            |
| Wygrana   | 16-0   | Demsey McKean      | TKO             | 12 (12)     | 12 sierpnia 2023     | O2 Arena, Londyn                                                |
| Wygrana   | 15-0   | Zhilei Zhang       | UD              | 12          | 20 sierpnia 2022     | King Abdullah Sports City, Dżudda                               |
| Wygrana   | 14-0   | Emir Ahmatovic     | TKO             | 3 (10) 0:40 | 4 grudnia 2021       | MGM Grand, Grand Garden Arena, Las Vegas                        |
| Wygrana   | 13-0   | Marko Radonjic     | RTD             | 3 (10) 3:00 | 10 września 2021     | Worthersee Stadium, Klagenfurt                                  |
| Wygrana   | 12-0   | Rydell Booker      | TKO             | 5 (8) 2:18  | 7 listopada 2020     | Seminole Hard Rock Hotel and Casino, Floryda, Stany Zjednoczone |
| Wygrana   | 11-0   | Alexandre Kartozia | KO              | 2 (8) 1:58  | 26 września 2020     | Struer Arena, Struer, Dania                                     |
| Wygrana   | 10-0   | Éric Molina        | KO              | 3 (12) 2:03 | 7 grudnia 2019       | Diriyah Arena, Ad-Dirijja, Arabia Saudyjska                     |
| Wygrana   | 9-0    | Mario Heredia      | KO              | 3 (10) 2:20 | 24 sierpnia 2019     | Centro dr Usos Multiples, Hermasillo, Meksyk                    |
| Wygrana   | 8-0    | Gregory Corbin     | TKO             | 1 (10) 1:00 | 25 maja 2019         | MGM National Harbor, Oxon Hill, Maryland                        |
| Wygrana   | 7-0    | Kevin Johnson      | UD              | 8           | 8 grudnia 2018       | Dražen Petrović Basketball Hall, Zagrzeb, Chorwacja             |
| Wygrana   | 6-0    | Amir Mansour       | KO              | 3 (12) 3:00 | 8 września 2018      | Arena Zagrzeb, Zagrzeb, Chorwacja                               |
| Wygrana   | 5-0    | Filiberto Tovar    | TKO             | 4 (10) 1:50 | 9 czerwca 2018       | Postpalast, Monachium, Niemcy                                   |
| Wygrana   | 4-0    | Sean Turner        | UD              | 8           | 24 lutego 2018       | Arena Nürnberger Versichenung, Norymberga Niemcy                |
| Wygrana   | 3-0    | Tom Little         | TKO             | 4 (8) 2:15  | 27 stycznia 2018     | Arena Ryga, Ryga, Łotwa                                         |
| Wygrana   | 2-0    | Pavel Sour         | KO              | 1 (6) 2:59  | 27 października 2017 | Sport and Congress Hall, Schwerin, Niemcy                       |
| Wygrana   | 1-0    | Raphael Zumbano    | TKO             | 1 (6) 1:40  | 30 września 2017     | Arena Ryga, Ryga, Łotwa                                         |